# Frederick Sanger
Frederick Sanger (Rendcomb, Gloucestershire, 1918. augusztus 13. – Cambridge, 2013. november 19.) angol biokémikus, kétszeres Nobel-díjas tudós. A negyedik személy, akit két Nobel-díjjal tüntettek ki. Első Nobel-díját 1958-ban kapta, a másodikat 1980-ban, Paul Berggel és Walter Gilberttel megosztva.

## Élete
Egy angol kisvárosban, Rendcombe-ban született egy helyi orvos második fiaként. A Bryanston School és a cambridge-i St. John's College elvégzése után B.A. fokozatot szerzett 1939-ben. Pacifistaként a második világháború alatt lelkiismereti okokból visszautasította a katonai szolgálatot és 1940-től kutatásokat folytatott a cambridge-i egyetem biokémiai tanszékén.
1940 és 1943 között Dr. A. Neubergerrel együtt dolgozott a lizin aminosav lebontásán. A biokémia területén elért eredményeivel nyerte el a PhD-fokozatát 1943-ban. 1944 és 1951 között a Beit Memorial Fellowship for Medical Research résztvevőjeként kutatott, majd 1951-től a brit orvostudományi kutatóbizottság, a Medical Research Council (M.R.C.) külső tagja lett.
1951-ben megkapta a Corday-Morgan-érmet és a brit Kémiai Társaság díját. 1954-ben megválasztották a Royal Society és a cambridge-i King's College tagjai közé.

## Kutatásai
Doktorátusi fokozatának megszerzése után, 1943-tól a fehérjék szerkezetének meghatározásával foglalkozott. 10 éven át vizsgálta a borjúból kivont inzulinmolekulát. 1955-re meghatározta a molekula összes aminosavának sorrendjét.
Az aminosav-sorrend meghatározására kidolgozott eljárás alapján számos más fehérje szerkezetét is megállapították. Enzimek segítségével kisebb peptidekre darabolta a meghatározandó fehérjét. A keletkezett kis tagszámú polipeptidek elválasztása kétdimenziós kromatográfia segítségével történt meg. Ez az ún. „fingerprint” eljárás, ilyenkor egy fehérjére jellemző foltmintázat jön létre a kísérlet során. A csak egy peptidet tartalmazó minták aminosavsorrendje már könnyebben meghatározható, de ebből még nem derül ki, hogy az egyes peptidek milyen sorrendben követik egymást. Ezért a fehérjét más hasítási specifitással rendelkező enzimmel is fel kell darabolni, ismét elvégezni a keletkezett peptidek aminosavsorrendjének meghatározását és a két eredményt összehasonlítani.
1980-ban újabb Nobel-díjat kapott (Paul Berggel és Walter Gilberttel megosztva) egy bakteriofág DNS-ében levő nukleotidok sorrendjének meghatározásáért. Ennek a vírusnak a teljes nukleotidsorrendjét határozták meg először a világon. A munka során Sanger ismét új eljárást dolgozott ki: a DNS-molekulát részekre hasította, és ezeknek a bázissorendjét állapította meg.
Módszere azon alapult, hogy először a kettősszálú DNS-ből egyesszálút készített majd az egyik szálhoz radioaktívan jelölt oligonukleotid primert és egy bizonyos didezoxinukleotidot (pl. ddATP) és annak normális formáját (dATP) ill. a másik 3 nukleotidot adta hozzá. Az eljárás azon a logikán alapul, hogy ahol a ddATP beépül a frissen szintetizálódó szálban a reakció leáll, a DNS polimeráz nem képes a további nukleotidokat beépíteni. Az új DNS szál hossza a beépült ddATP helyzetétől fog függeni. Ezt a reakciót mind a négy didezoxinukleotiddal el kell végezni és a reakció termékeket poliakrilamid gélelektroforézissel egymástól el kell választani. Ezután az 5, végén radioaktívan jelölt DNS szálakat autoradiográfiával mutatják ki. Mennél hamarabb épül be a didezoxinukleotid annál rövidebb lesz a DNS, tehát a nukleotidsorrend meghatározását a méret meghatározására vezethetjük vissza. Ezt az 1977-ben bevezetett szekvenálási módszert kisebb módosításokkal a mai napig használják. Sanger módszerével párhuzamosan Maxam és Gilbert amerikai kutatók egy kémiai reakciókon alapuló alternatív DNS szekvenálási eljárást fejlesztettek ki.